# 廣島受難者輓歌
《廣島受難者輓歌》，也被譯為《為廣島受難者哀悼之歌》（波蘭語：Tren pamięci ofiar Hiroszimy），是一首由克里斯多福·潘德列茨基於1961年作曲的音樂作品，使用了52支弦樂器。該作品致敬於廣島與長崎原子彈爆炸受害者和被爆者，同年獲得聯合國教科文組織國際作曲家論壇的獎項。

## 說明
作品完整標題所指的52支弦樂器包括24支小提琴、10支中提琴、10支大提琴和8支低音提琴。該曲的長度約為8分37秒。起初名為《8分37秒》，該曲採用聲音技法，著重於對音色、質地、奏法、音量和運動的具體特性和品質，試圖創造更自由的形式，以及針對弦樂團的特殊對位技巧。潘德列茨基在作品中的意圖是「發展一種新的音樂語言」。他後來表示：「它只存在於我的想像中，以一種抽象的方式。」當他聽到實際演奏時，「我被作品的情感充電所震撼…我尋找著聯想，最終決定將它獻給廣島的受害者」。
在聲音技法和對位的融合下，這52支弦樂器創造出一種令聽眾感到「不安」的效果，正如評論家保羅·格里菲斯所言，這是因為作品選擇了一個對於弦樂團來說過於可怕的事件。:94《哀歌》的持續音叢和各種擴展技巧（包括各種變化的顫音、拍擊樂器、彈奏尾板和橋後的技法）與濃密的黑線標記形成對照。有時，潘德列茨基會採取隨機的方法，給樂手提供技巧的選擇，或要求不規則的顫音程度。作品的特點還在於其嚴格的時間指示，以秒為單位記錄，以及特定的音叢、四分音、集束音符和聲音的使用，這些在高度張力的蓄積中形成一個聲音的集合。:93

## 引用
《廣島受難者輓歌》中的片段被用於阿方索·卡隆於2006年的電影《人類之子》,、韦斯·克雷文於1991年的社會驚悚片《樓下的人們》、大衛·林區2017年的電視劇《雙峰》，以及傑瑞·安德森於1969年的電影《遠日黃昏。
在歌曲方面，《輓歌》中的片段被用於狂躁街道传教者1991年的歌曲《你愛我》的其中一個版本中，以及塞巴斯汀2010年的單曲《Bird Games》中取樣。